# Protestas contra la violencia armada en los Estados Unidos

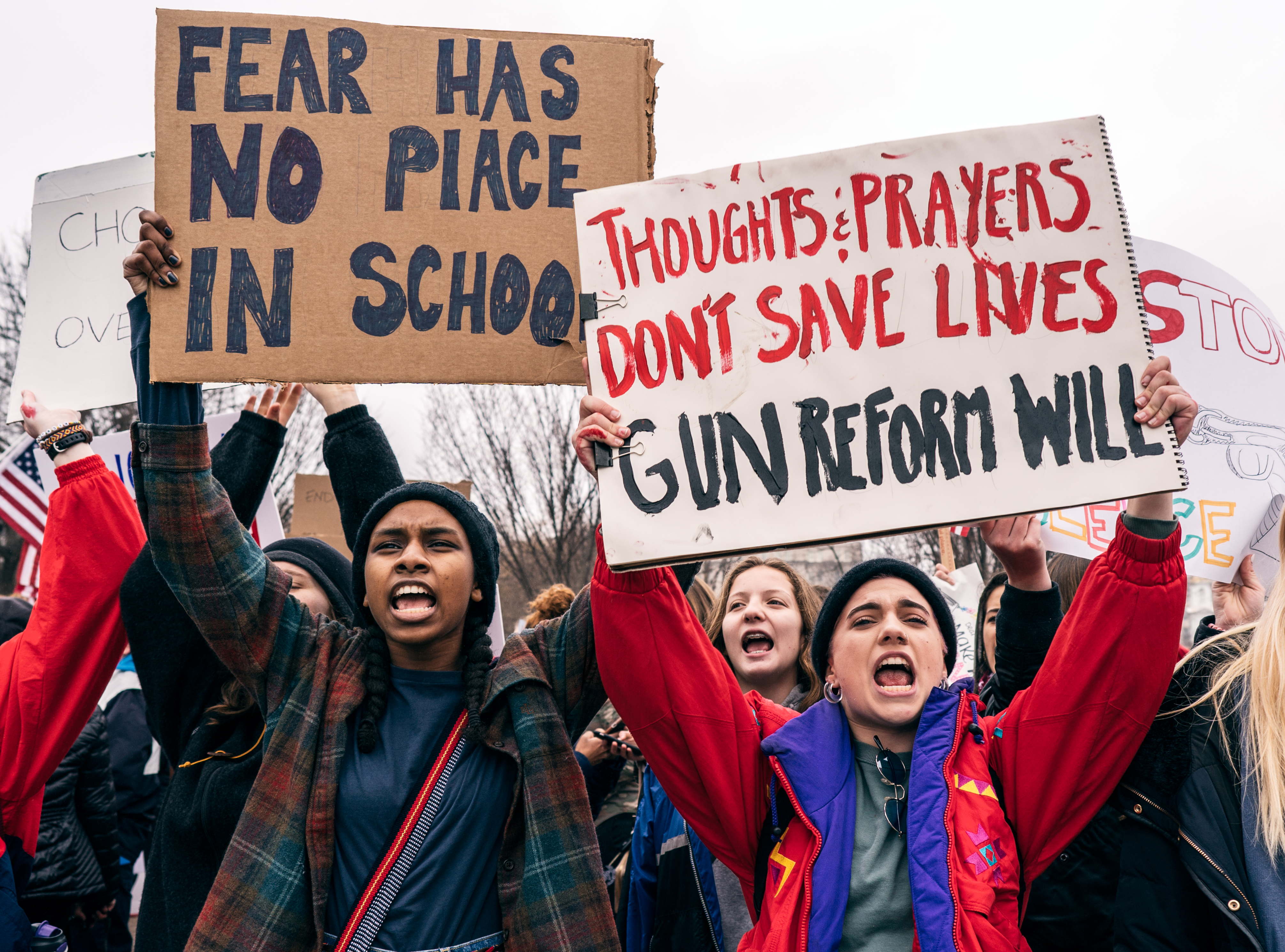
Estudiantes protestando contra la Violencia Armada en los Estados Unidos al frente de la Casa Blanca, el día 19 de febrero de 2018

En los Estados Unidos, las protestas contra la violencia armada aumentaron después de una serie de tiroteos masivos en 2018, especialmente después del tiroteo del 14 de febrero  en la Escuela Secundaria Stoneman Douglas de Parkland. Las principales protestas están programadas para el 14 de marzo, el 24 de marzo (Marcha por Nuestras Vidas) y el 20 de abril de 2018.

## Protestas
La organización Never Again MSD (Nunca más MSD en español) realizó un mitin el 17 de febrero en Ft. Lauderdale, Florida, a la que asistieron cientos de simpatizantes. El 19 de febrero, un grupo de adolescentes organizó una "reclusión" fuera de la Casa Blanca. Cientos de estudiantes marcharon a la Escuela Seecundaria Marjory Stoneman Douglas de Parkland, el 20 de febrero. Cientos de estudiantes de La Escuela Secundaria Free State  protestaron el 21 de febrero. Los estudiantes también se manifestaron en el Capitolio de Florida.

## Enough! National School Walkout
Enough! National School Walkout (¡Suficiente! Salida Nacional en las escuelas) es una huelga planeada por los organizadores de la Marcha de las Mujeres, programada para el 14 de marzo, en respuesta al Tiroteo en la escuela secundaria Stoneman Douglas de Parkland. La protesta tendrá estudiantes, padres y partidarios del control de armas que salgan de las escuelas durante diecisiete minutos a partir de las 10:00 a. m. en su zona horaria respectiva.

## Marcha por nuestras vidas
La Marcha por nuestras vidas  está prevista para el 24 de marzo.

## Protesta del 20 de abril
Otra protesta nacional está programada para el 20 de abril. En el aniversario de la Masacre de la Escuela Secundaria de Columbine, los grupos de maestros planifican salidas de todo el día denominadas Día Nacional de Acción Contra la Violencia con Armas en las Escuelas con Diane Ravitch y David Berliner, y grupos de estudiantes llamados National School Walkout con Lane Murdock de la Escuela Secundaria Ridgefield liderando la manifestación.